# Reformblokk
A Reformblokk egy bolgár választási szövetség, melyet 2013-ban alapítottak meg. A koalíciót öt párt alkotja: a Demokraták az Erős Bulgáriáért, a Mozgalom a Bolgár Polgárok Érdekében, a Demokratikus erők Szövetsége, a Szabadság és Méltóság Néppárt és az eredeti Bolgár Földműves Népi Szövetség. A szövetség 2014-2017 között jelen volt a parlamentben, ahol a második Boriszov-kormány egyik alkotórésze volt.

## Választási eredmények
| év   | szavazatarány | mandátumszám | szavazatszám | státusz       |
| ---- | ------------- | ------------ | ------------ | ------------- |
| 2014 | 8,89%         | 23           | 291 806      | kormánypárt   |
| 2017 | 3,06%         | 0            | 107 399      | nem jutott be |

| év   | szavazatarány | mandátumszám | szavazatszám |
| ---- | ------------- | ------------ | ------------ |
| 2014 | 6,45%         | 1            | 144 532      |